# Dinoga
Dinoga är en ort i Australien. Den ligger i kommunen Gwydir och delstaten New South Wales, i den sydöstra delen av landet, omkring 440 kilometer norr om delstatshuvudstaden Sydney. Antalet invånare är 179.
Trakten runt Dinoga är nära nog obefolkad, med mindre än två invånare per kvadratkilometer.. Närmaste större samhälle är Bingara, omkring 11 kilometer norr om Dinoga. 
I omgivningarna runt Dinoga växer huvudsakligen savannskog. Genomsnittlig årsnederbörd är 821 millimeter. Den regnigaste månaden är januari, med i genomsnitt 123 mm nederbörd, och den torraste är oktober, med 25 mm nederbörd.